# Cable d'aturada

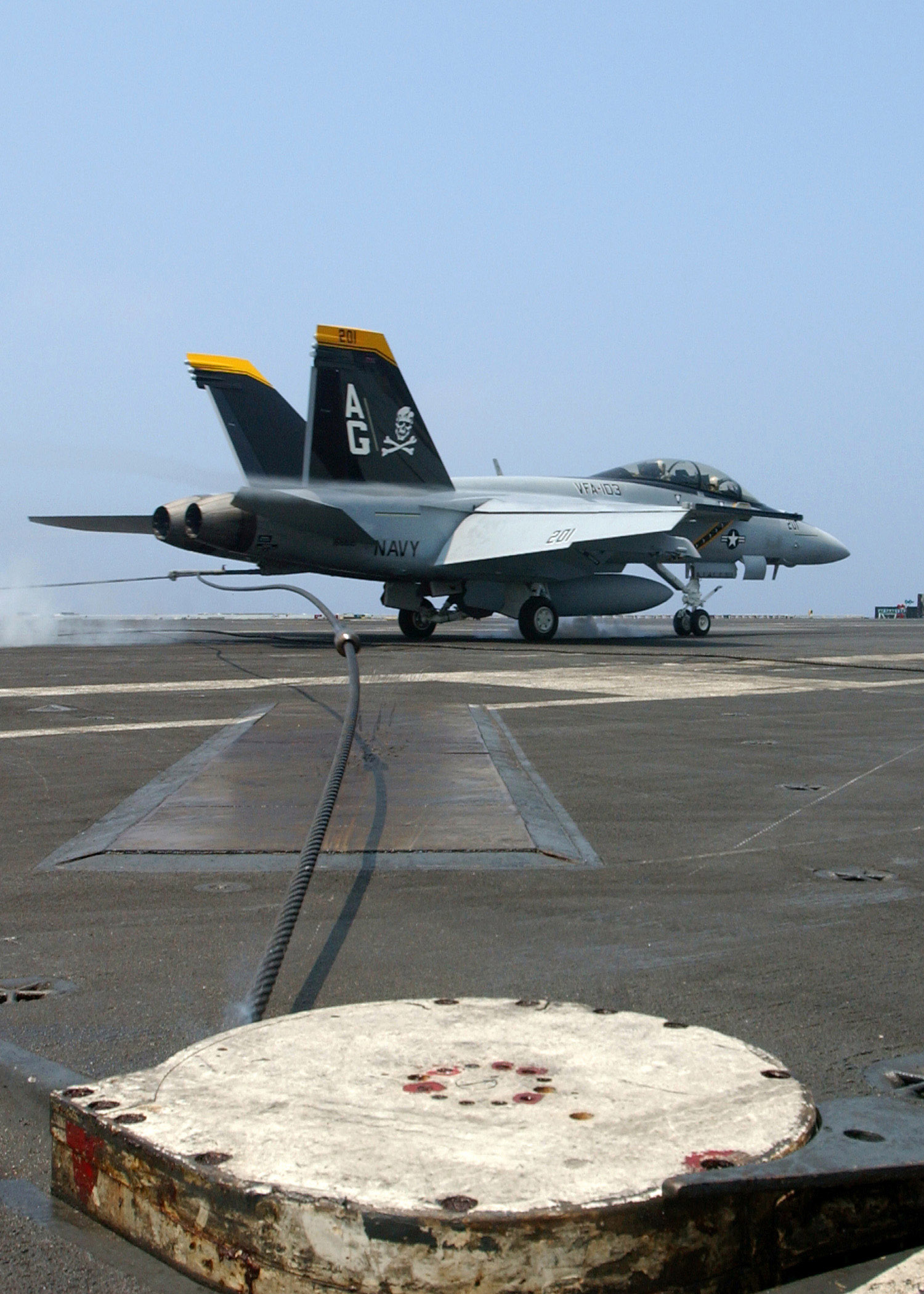
Un F/A-18F Super Hornet realitzant un aterratge en la coberta del portaavions USS Harry S. Truman (CVN 75), emprant el cable d'aturada.

El cable d'aturada, cable de frenada, o cable de detenció, és un dispositiu mecànic emprat per desaccelerar una aeronau durant l'aterratge. El cable d'aturada és un element essencial en l'aviació naval, instal·lant-se en les cobertes dels portaavions preparats per exercir operacions CATOBAR i STOBAR. També s'utilitzen sistemes similars en les pistes d'aterratge dels aeròdroms, en casos d'emergència. El sistema més habitual consisteix en una sèrie de cables estirats en perpendicular a la zona d'aterratge, que deuen ser recollits pel ganxo d'aturada de l'aeronau. Durant una aturada normal, el ganxo d'aturada s'acobla al cable i l'energia cinètica de l'aeronau es transfereix als elements de frenat als quals estan units els extrems del cable.
Existeixen també altres sistemes relacionats amb el cable d'aturada que utilitzen xarxes per atrapar les ales de les aeronaus o el tren d'aterratge. Aquests sistemes de barrera s'empren únicament en casos d'emergència en els quals el ganxo d'aturada es troba inoperant.

## Aterratges en portaavions

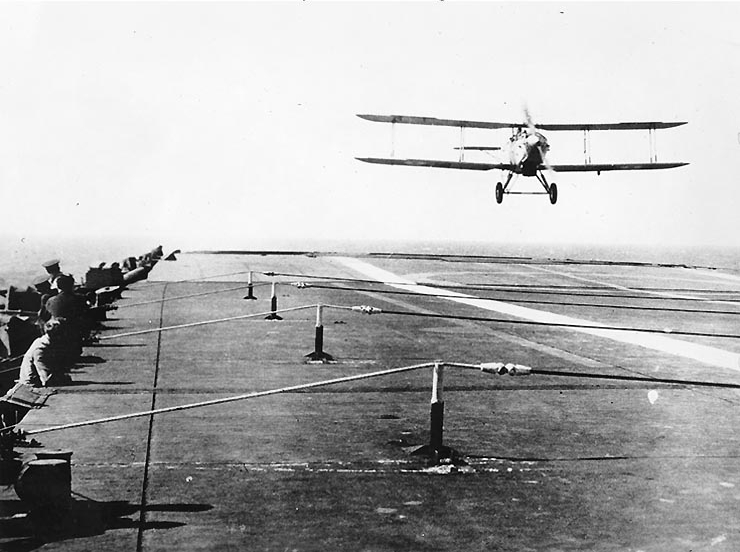
Aterratge d'un Fairey 3F en el portaavions HMS Furious (47) en els anys 1930.
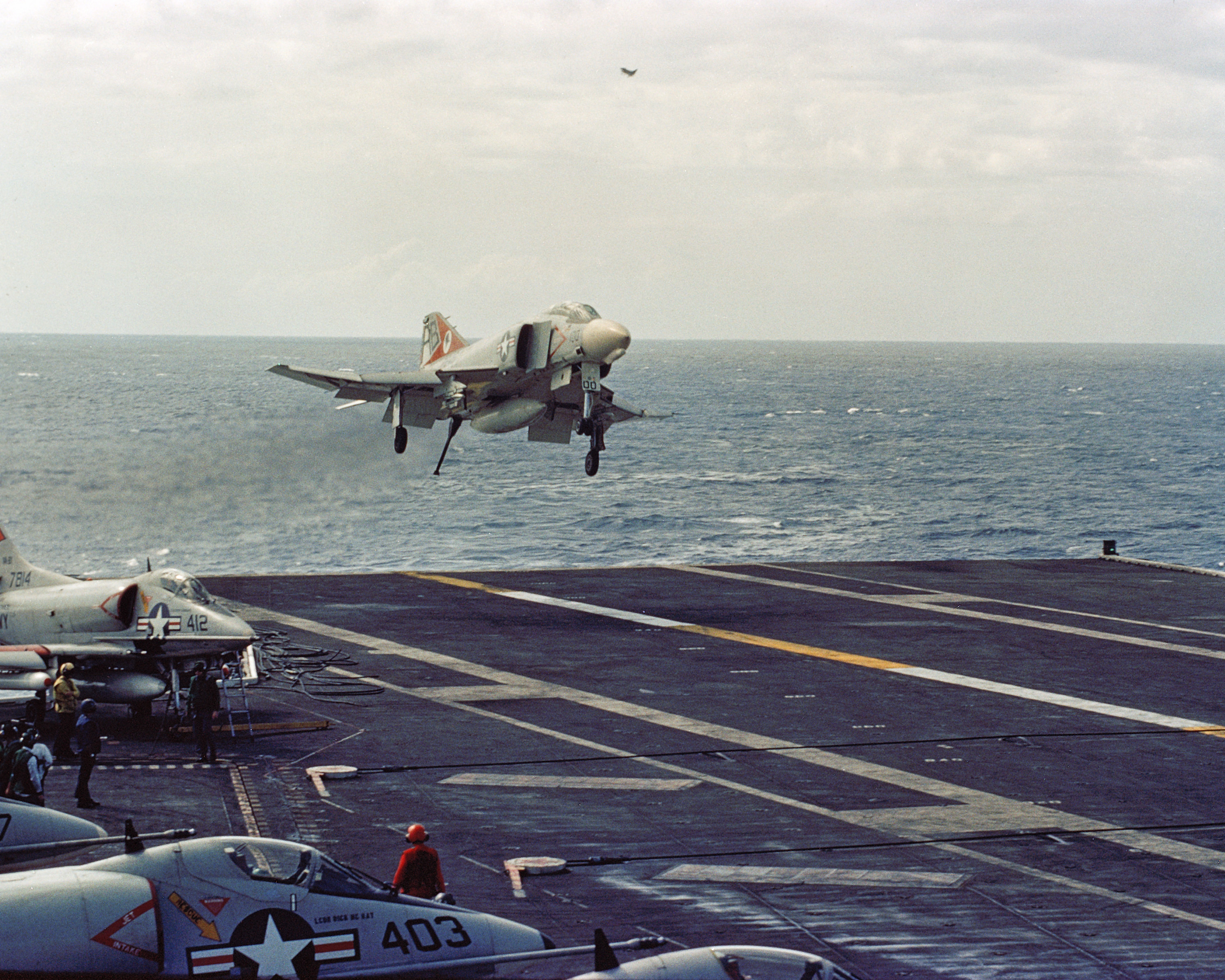
F-4 Phantom en el portaavions USS John F. Kennedy (CV-67).
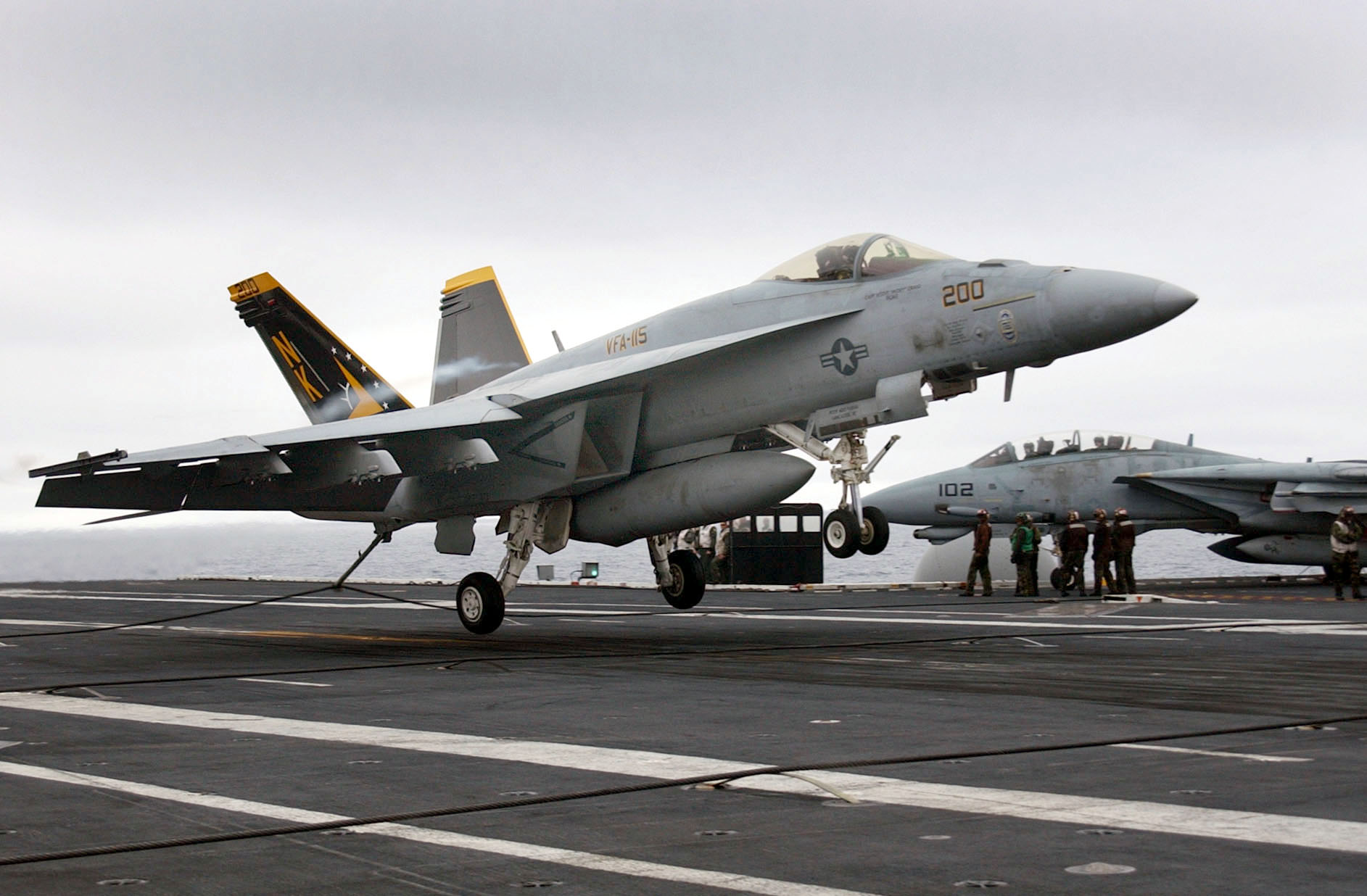
Un F/A-18 enganxant un cable d'aturada en el portaavions USS John C. Stennis (CVN-74).
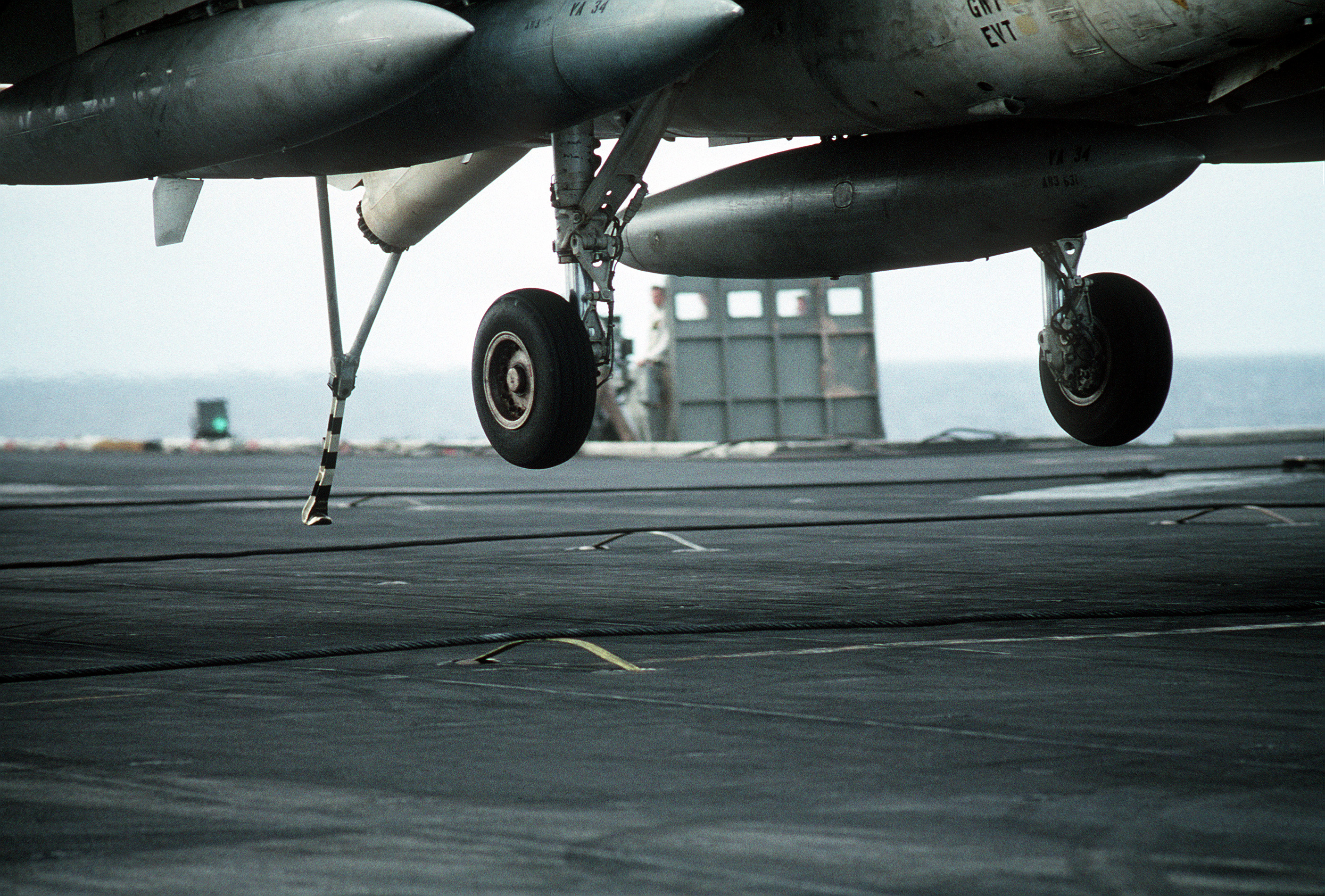
En aquest cas es tracta d'un avió A-6 Intruder.
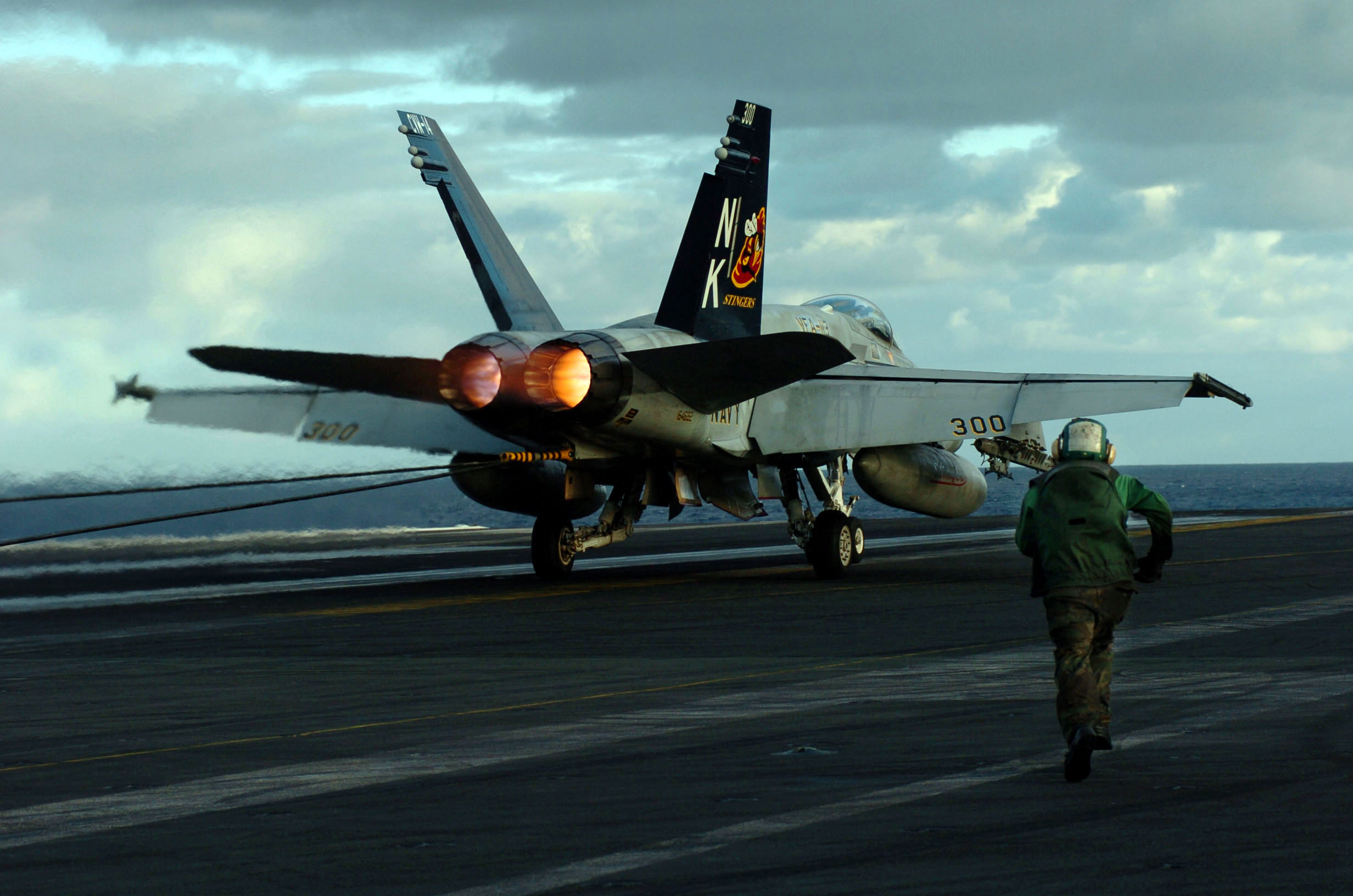
Un F/A-18 totalment parat pel dispositiu d'aturada, encara estant els motors amb plena embranzida.
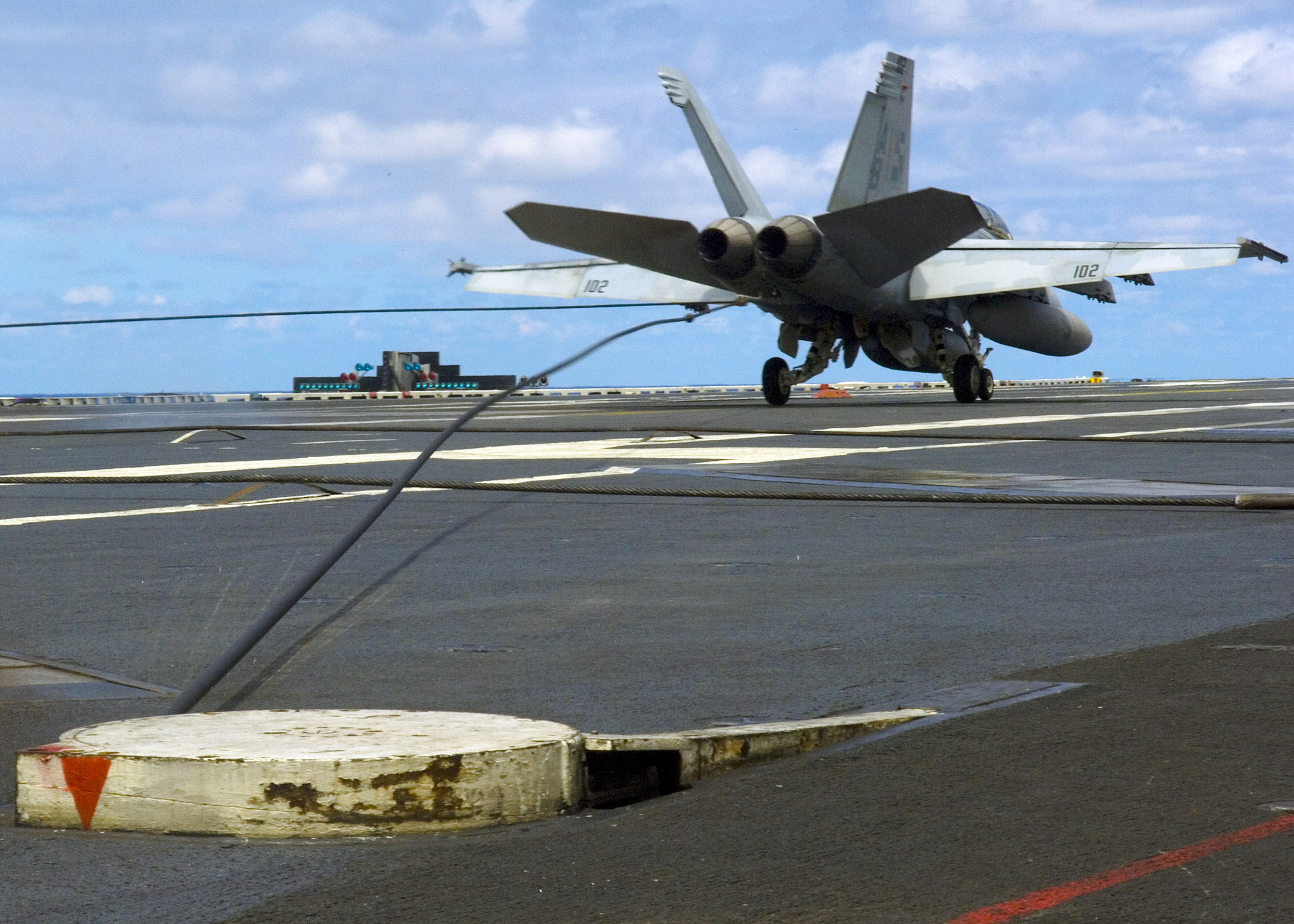
Aterratge reeixit d'un F/A-18.
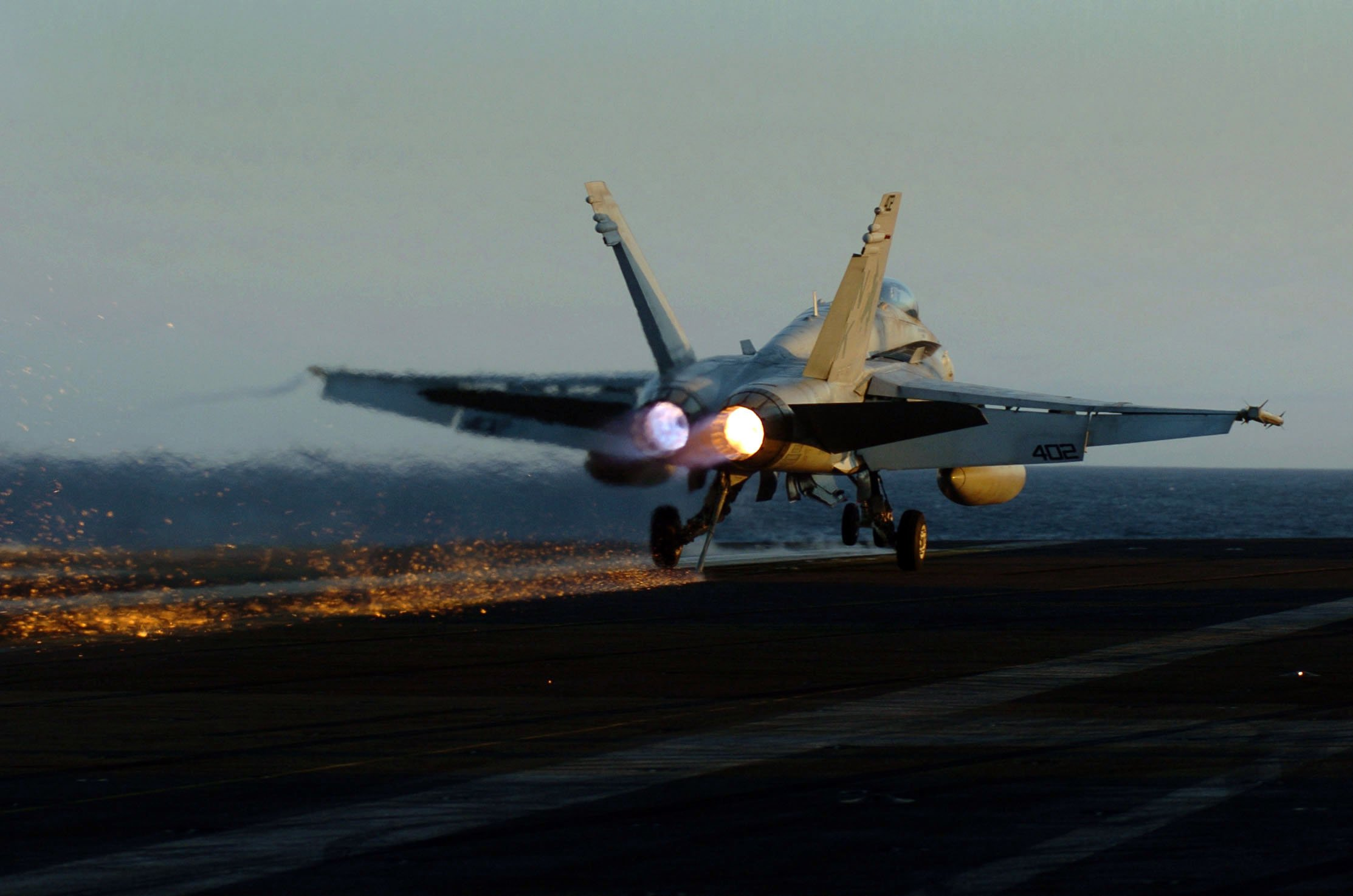
Un aterratge fallit d'un F/A-18, moment abans que l'avió sortís per la borda del portaavions.
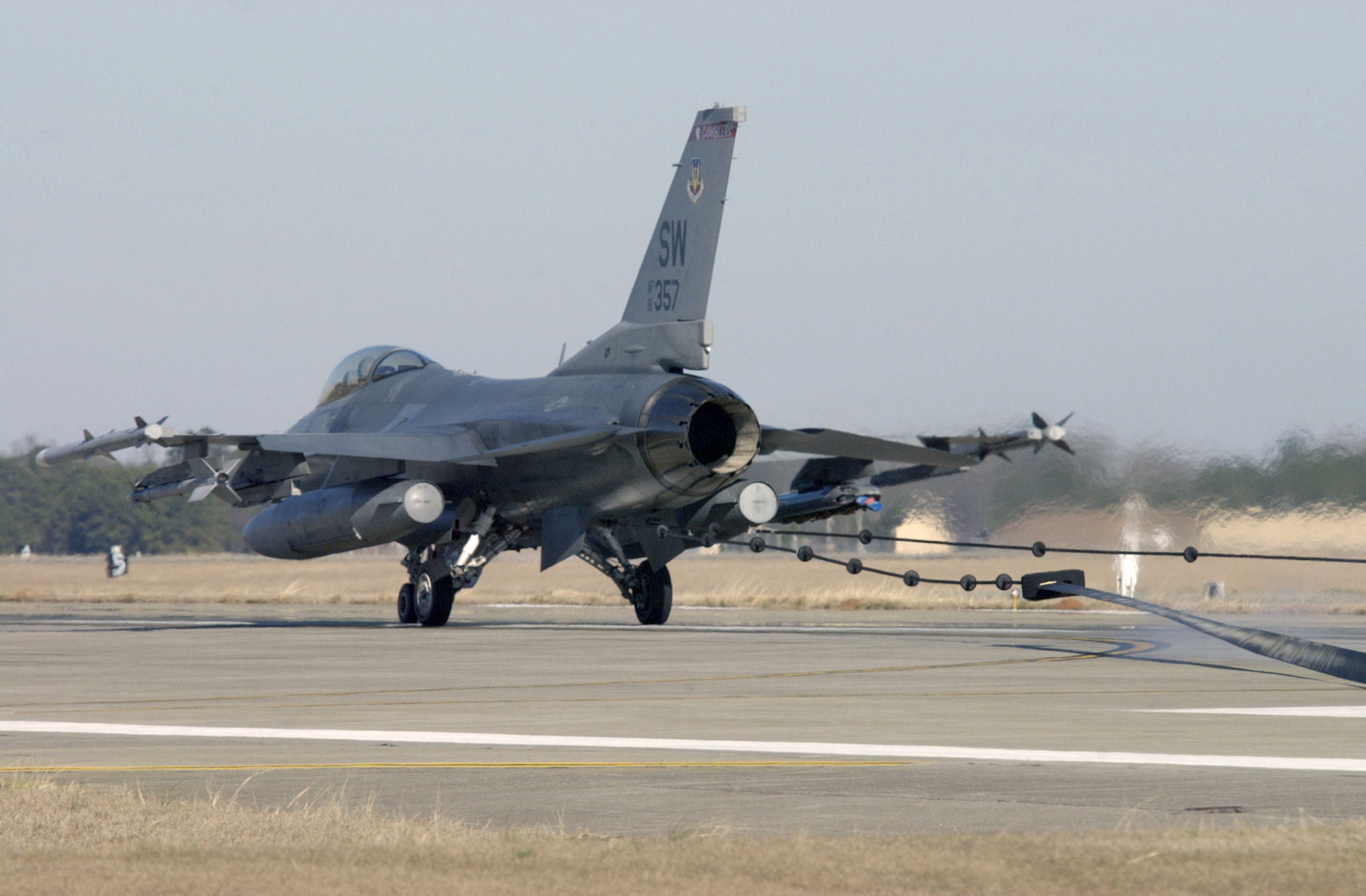
Un F-16 de la USAF enganxa en el cable d'aturada durant unes proves a la Base de la Força Aèria Shaw.